# Ron Atkinson
Ronald Franklin Atkinson, né le 18 mars 1939, est un joueur de football puis manager mais aussi commentateur. Il est connu sous le nom de Big Ron et plus tard de Bojangles. Au cours des dernières années il est devenu l'un des plus connus experts de football en Grande-Bretagne.
Il est peut-être plus célèbre pour sa singulière tournure de phrase : ses déclarations ont été connues comme Big-Ronisms ou Ronglish, il a également suscité la controverse au cours d'un match ayant lâché un commentaire raciste télédiffusé quand il croyait qu'il n'était pas à l'écran.

## Carrière

### Joueur
Ron Atkinson né à Liverpool mais ses parents déménagent à Birmingham, quelques semaines après sa naissance, Il a signé à l'âge de 17 ans à Aston Villa, mais n'a jamais joué un match dans son équipe première et a été transféré à Oxford United, alors appelé Headington United, à la clôture de la saison 1959. Là, il  joue avec son jeune frère Graham Atkinson. Il a ensuite fait plus de 500 apparitions en tant que milieu, ce qui lui a valu le surnom de « The Tank » et a marqué un total de 14 buts. Il a été capitaine du club pendant sa montée de la Southern League (5e division anglaise) à la deuxième division, un exploit réalisé en à peine six ans, de 1962 à 1968. Il a été le premier capitaine à remonter trois divisions.

### Entraineur
Il commence à Keterring Town puis à Cambridge, où il fait ses débuts d'entraîneurs, manquant tout juste la promotion en deuxième division.
Il devient entraîneur de West Bromwich Albion en 1978, et sera le premier entraîneur à faire jouer des noirs dans son équipe, permettant à une jeune génération colorée d'entrer dans le monde du football professionnel. Il arrive à la 3e place du championnat et aux quarts de finale de la coupe UEFA 1978-1979. Il finit par entraîner Manchester United en 1981 à la suite du licenciement de Dave Sexton.
En 1981-1982 United  finit troisième de la première division, et se qualifie pour la Coupe de l'UEFA. En 1982-1983 après deux apparitions à Wembley, dont l'une victorieuse en FA Cup contre Brighton & Hove Albion, la saison s'achève avec une autre troisième place au championnat. En 1983-1984, Atkinson atteint les demi-finales de la Coupe d'Europe des vainqueurs de coupe et termine quatrième de la première division. En 1984-85, Manchester United remporte à nouveau la FA Cup. Toutefois, Atkinson et son équipe se voient refuser la possibilité de jouer la Coupe d'Europe des vainqueurs de coupe par la faute du Liverpool Football Club et de son fameux match au stade du Heysel en finale de la Coupe des clubs champions 1985, drame qui entraîna l'exclusion des clubs anglais de toutes les compétitions européennes pour la saison suivante. C'est au cours de son mandat qu'arrive de jeunes talents tels que Norman Whiteside, Mark Hughes et Paul McGrath. Malheureusement lors de la saison 1986-87, l'équipe fait un départ moribond et le 5 novembre 1986, alors que le club est quatrième... en partant de la fin, Atkinson est limogé pour faire place à Alex Ferguson.
Il décide de  retourner à W.B.A à l'automne 1987, alors que ceux-ci tentent d'éviter la relégation. L'objectif atteint la saison suivante, ils sont de sérieux prétendants à la promotion. Mais Atkinson s'envole en Espagne à l'Atlético Madrid.
Atkinson, malgré un succès relatif en termes de classement, a un conflit de personnalités avec le propriétaire Jesus Gil : il est éconduit après seulement trois mois en tant que manager. Son bras droit, à West Bromwich Albion, Colin Addison, sera nommé à sa place ce qui sera pour Ron la plus grande aversion déclarant qu'Addison l'avait "poignardé dans le dos". Son départ pour l'Espagne a également eu une incidence négative sur West Bromwich Albion, dont la promotion s'est effondrée de façon spectaculaire.
Il part ensuite à Sheffield Wednesday à partir de février 1989, il y restera jusqu'en  juin 1991. Bien que le club ait été relégué en 1990 en deuxième division, un an plus tard, en 1991, il retrouve l'élite. Il a également remporté la Coupe de la Ligue, battant Manchester United 1-0 au Wembley Stadium. Atkinson part quelques semaines plus tard à Aston Villa.
Il  mène Aston Villa à la deuxième place dans la première Premier League lors de la saison 1992-1993 gagne la Leaque Cup en 1994, et joue la Coupe de l'UEFA. Mais malgré ses grands succès, une fois encore Atkinson entre en conflit avec son président Doug Ellis et Ron est limogé le 10 novembre 1994 à la suite d'une défaite  4-3 face au Wimbledon Football Club, et ce malgré la sympathie des anglais envers lui, affirmant qu'Atkinson est l'un des trois meilleurs managers d'Angleterre.
Peu de temps après, le voici à Coventry City pour remplacer Phil Neal, qui s'est volontairement retiré pour faire place à Atkinson. Au cours de son mandat à Coventry, il a fait venir de bons joueurs, dont Gordon Strachan, Dion Dublin, Noel Whelan et Gary McAllister, qui  vont continué à se battre pour rester en Premier League.
En novembre 1997, il retourne à Sheffield. Malgré le mauvais début de saison 1997-98, Atkinson réussit à les tirer de la difficulté, mais il n'a pas été récompensé par un contrat permanent.
Son dernier poste de manager est avec Nottingham Forest, pour les quatre derniers mois de la saison 1998-99. Celui-ci n'a pas été un succès et n'a pas été fairplay en déclarant qu'il avait un "objectif de neuf thriller", ou en entrant en conflit avec ses joueurs notamment Pierre van Hooijdonk, disant de lui que sa première qualité était de bouleverser ses coéquipiers.

### Journaliste sportif
Atkinson a  travaillé comme expert pour ITV. Pendant un certain nombre d'années, il a couvert la plupart des matches de la chaîne comme un invité en studio, mais le plus souvent comme l' «ex-footballeur initié", à l'instar de Jean-Michel Larqué. Cette exposition l'a conduit à se faire connaître à un large public, mais aussi à devenir une personne très caricaturée en Angleterre.
En 2002, Atkinson a sorti une chanson de Noël, "It's Christmas - Let's Give Love a Chance », mais cela n'a pas été un succès. L'année suivante, Ron Atkinson était invité dans un épisode de Room 101. Atkinson a aussi révélé qu'il était ami avec le chanteur Renato Pagliari de Renée et Renato, et le chanteur a fait une apparition surprise sur l'un des spectacles.
Ron Atkinson a du brutalement stopper le 21 avril 2004 son travail à la télévision, date à laquelle il a démissionné d'ITV après avoir déclaré une remarque raciste en direct sur Marcel Desailly: croyant que le microphone était éteint, il a dit, "... il est ce qui est connu dans certaines écoles, comme un gros nègre paresseux ".
Bien que la transmission au Royaume-Uni soit terminée, son commentaire a été diffusé dans différents pays dans le Moyen-Orient.  Il a également quitté son emploi en tant que chroniqueur pour The Guardian « par accord mutuel » à la suite du commentaire.
Ce n'est pas la première fois qu'Atkinson avait commis une gaffe. Ses commentaires sur Francesco Totti ont été diffusés à la télévision allemande, estimant que « Il a vraiment l'air un peu twat, ce Totti » mais il reçut très peu de critiques de la presse britannique.
Depuis l'incident Desailly, Atkinson a affirmé que le commentaire était une aberration et qu'il n'est pas raciste, rappelant qu'il a été le premier à faire jouer une équipe composée par de nombreux noirs. Ceci, cependant, n'a pas diminué la condamnation qu'il a reçu de la lutte contre le racisme et des groupes du grand public.
Atkinson a également fourni des commentaires sur la Coupe du monde pour le Royaume-Uni sur le réseau numérique UKTV G2.
Atkinson a récemment pris part à la BBC Two au programme Excuse My French. Atkinson et l'humoriste Marcus Brigstocke ainsi que le présentateur de télévision Esther Rantzen l'ont immergés dans la langue française en séjournant dans des villes françaises, l'obligeant de s'adapter au mode de vie français et à la langue. L'objectif final de ce cours était de fournir une analyse de match sur un match de football (Paris Saint-Germain - AS Monaco) en français pour une station de radio française. Étant un débutant complet à la langue française, il a trouvé le défi considérable, mais l'a réussi. La mission a été rendue plus difficile par le fait que le match en question était très médiocre, le laissant avec peu de choses à dire.

## Palmarès

### Comme Joueur
- Avec Oxford United
  - Southern League première division (3) : 1960,1961,1962
  - 3e division anglaise : 1968

### Comme entraineur
- Avec Manchester United
  - Charity Shield (1) : 1983
  - FA Cup :(2) 1983, 1985

- Avec Aston Villa
  - League Cup : 1994
  - 2e division anglaise : 1993

## Statistiques entraineur
| Équipe               | Pays                    | De             | À             | Record | Record | Record | Record | Record |
| Équipe               | Pays                    | De             | À             | G      | W      | L      | D      | Win %  |
| -------------------- | ----------------------- | -------------- | ------------- | ------ | ------ | ------ | ------ | ------ |
| Kettering Town       |                         | 1971           | 1974          |        |        |        |        |        |
| Cambridge United     |                         | novembre 1974  | janvier 1978  | 146    | 68     | 36     | 42     | 46.58  |
| West Bromwich Albion |                         | janvier 1978   | juin 1981     | 159    | 70     | 36     | 53     | 44.03  |
| Manchester United    |                         | juin 1981      | novembre 1986 | 292    | 146    | 67     | 79     | 50.00  |
| West Bromwich Albion |                         | septembre 1987 | octobre 1988  | 53     | 15     | 23     | 15     | 28.30  |
| Atlético Madrid      |                         | octobre 1988   | janvier 1989  | 12     | 6      | 3      | 3      | 50.00  |
| Sheffield Wednesday  |                         | février 1989   | juin 1991     | 118    | 49     | 34     | 35     | 41.53  |
| Aston Villa          |                         | juillet 1991   | novembre 1994 | 178    | 77     | 56     | 45     | 43.26  |
| Coventry City        |                         | février 1995   | novembre 1996 | 74     | 19     | 28     | 27     | 25.68  |
| Sheffield Wednesday  |                         | novembre 1997  | mai 1998      | 27     | 9      | 11     | 7      | 33.33  |
| Nottingham Forest    | Drapeau de l'Angleterre | janvier 1999   | mai 1999      | 16     | 4      | 10     | 2      | 25.00  |
| Peterborough United  | Drapeau de l'Angleterre | avril 2006     | mai 2006      | 3      | 1      | 2      | 0      | 33.33  |
| Total                | Total                   | Total          | Total         | 1078   | 464    | 306    | 308    | 43.04  |